# Coppa delle Coppe 1980-1981 (pallacanestro maschile)
La Coppa delle Coppe 1980-1981 di pallacanestro maschile venne vinta dalla Squibb Cantù.

## Risultati

### Primo turno
| Squadra 1              | Totale    | Squadra 2            | Andata | Ritorno |
| ---------------------- | --------- | -------------------- | ------ | ------- |
| AEL Limassol           | 134 - 202 | Levski-Spartak Sofia | 65-102 | 69-100  |
| Sandvika               | 124 - 123 | Peli-Karhut Kotka    | 60-60  | 64-63   |
| Hapoel Ramat Gan       | 184 - 188 | Parker Leiden        | 97-96  | 87-92   |
| Olympiakos Pireo       | 125 - 138 | Verviers-Pepinster   | 58-67  | 67-71   |
| Al-Ittihad Alessandria | 59 - 88   | Moderne Le Mans      | 59-86  | 0-2     |
| Klosterneuburg         | 152 - 146 | MAFC                 | 88-63  | 64-83   |
| Valur                  | 169 - 230 | Cibona Zagabria      | 79-110 | 90-120  |

### Ottavi di finale
| Squadra 1            | Totale    | Squadra 2          | Andata | Ritorno |
| -------------------- | --------- | ------------------ | ------ | ------- |
| Levski-Spartak Sofia | 155 - 157 | Efes Pilsen        | 73-66  | 82-91   |
| Sandvika             | 135 - 215 | Žalgiris Kaunas    | 68-101 | 67-114  |
| Parker Leiden        | 176 - 143 | Verviers-Pepinster | 93-73  | 83-70   |
| Doncaster Panthers   | 138 - 152 | Moderne Le Mans    | 78-66  | 60-86   |
| Klosterneuburg       | 149 - 168 | Cibona Zagabria    | 74-84  | 75-84   |

Turisanda Varese, Squibb Cantù e Barcellona qualificate automaticamente ai quarti.

### Quarti di finale

#### Gruppo A
|    | Squadra          | G | V | P | PF  | PS  | Dif  | P.ti |
| -- | ---------------- | - | - | - | --- | --- | ---- | ---- |
| 1. | Barcellona       | 6 | 5 | 1 | 570 | 468 | +102 | 11   |
| 2. | Turisanda Varese | 6 | 4 | 2 | 518 | 466 | +52  | 10   |
| 3. | Parker Leiden    | 6 | 3 | 3 | 506 | 536 | -30  | 9    |
| 4. | Efes Pilsen      | 6 | 0 | 6 | 433 | 557 | -124 | 6    |

#### Gruppo B
|    | Squadra         | G | V | P | PF  | PS  | Dif | P.ti |
| -- | --------------- | - | - | - | --- | --- | --- | ---- |
| 1. | Squibb Cantù    | 6 | 6 | 0 | 556 | 471 | +85 | 12   |
| 2. | Cibona Zagabria | 6 | 4 | 2 | 536 | 515 | +21 | 10   |
| 3. | Moderne Le Mans | 6 | 1 | 5 | 521 | 530 | -9  | 7    |
| 4. | Žalgiris Kaunas | 6 | 1 | 5 | 466 | 563 | -97 | 7    |

|  | Qualificate alle semifinali |
|  | Eliminata                   |

### Semifinali
| Squadra 1        | Totale    | Squadra 2       | Andata | Ritorno |
| ---------------- | --------- | --------------- | ------ | ------- |
| Barcellona       | 167 - 164 | Cibona Zagabria | 92-85  | 75-79   |
| Turisanda Varese | 149 - 172 | Squibb Cantù    | 84-94  | 65-78   |

### Finale
| Squadra 1    | Risultato | Squadra 2  |
| ------------ | --------- | ---------- |
| Squibb Cantù | 86 - 82   | Barcellona |

| Coppa delle Coppe 1980-1981 |
| --------------------------- |
| Squibb Cantù 4º titolo      |

## Formazione vincitrice
| N° | Naz.                   | Ruolo | Sportivo            |  | Alt. |  |
| -- | ---------------------- | ----- | ------------------- |  | ---- |  |
| 4  | Italia (bandiera)      | A     | Denis Innocentin    |  |      |  |
| 6  | Italia (bandiera)      | G     | Giorgio Cattini     |  |      |  |
| 8  | Stati Uniti (bandiera) | AG    | Bruce Flowers       |  |      |  |
| 9  | Italia (bandiera)      | C     | Renzo Tombolato     |  |      |  |
| 10 | Italia (bandiera)      | P     | Umberto Cappelletti |  |      |  |
| 11 | Italia (bandiera)      | C     | Eugenio Masolo      |  |      |  |
| 12 | Italia (bandiera)      | GA    | Antonello Riva      |  |      |  |
| 14 | Italia (bandiera)      | P     | Pierluigi Marzorati |  |      |  |
| 15 | Stati Uniti (bandiera) | AC    | Tom Boswell         |  |      |  |
| 18 | Italia (bandiera)      | A     | Renzo Bariviera     |  |      |  |
|    | Stati Uniti (bandiera) | A     | Terry Stotts        |  |      |  |
|    | Italia (bandiera)      | A     | Beppe Bosa          |  |      |  |
|    | Italia (bandiera)      | A     | Antonio Sala        |  |      |  |
|    | Italia (bandiera)      |       | Valerio Fumagalli   |  |      |  |
|    | Italia (bandiera)      | All.  | Valerio Bianchini   |  |      |  |